# Lycée Domingos-Ramos
Le lycée Domingos-Ramos (en portugais : Liceu Domingos Ramos, sigle LDR) est un lycée situé en bordure de l’avenida Amílcar Cabral et à l'extrémité de la Rua Serpa Pinto à Praia au Cap-Vert.

## Présentation
Il s'agit de l'un des établissements d'enseignement traditionnels du pays, chargé de former une grande partie de l'élite intellectuelle capverdienne.
Son directeur est Elsa Soares
En 2017 il accueillait 2 300 élèves.
Le lycée Domingos-Ramos est classé officiellement au patrimoine historique et culturel national.

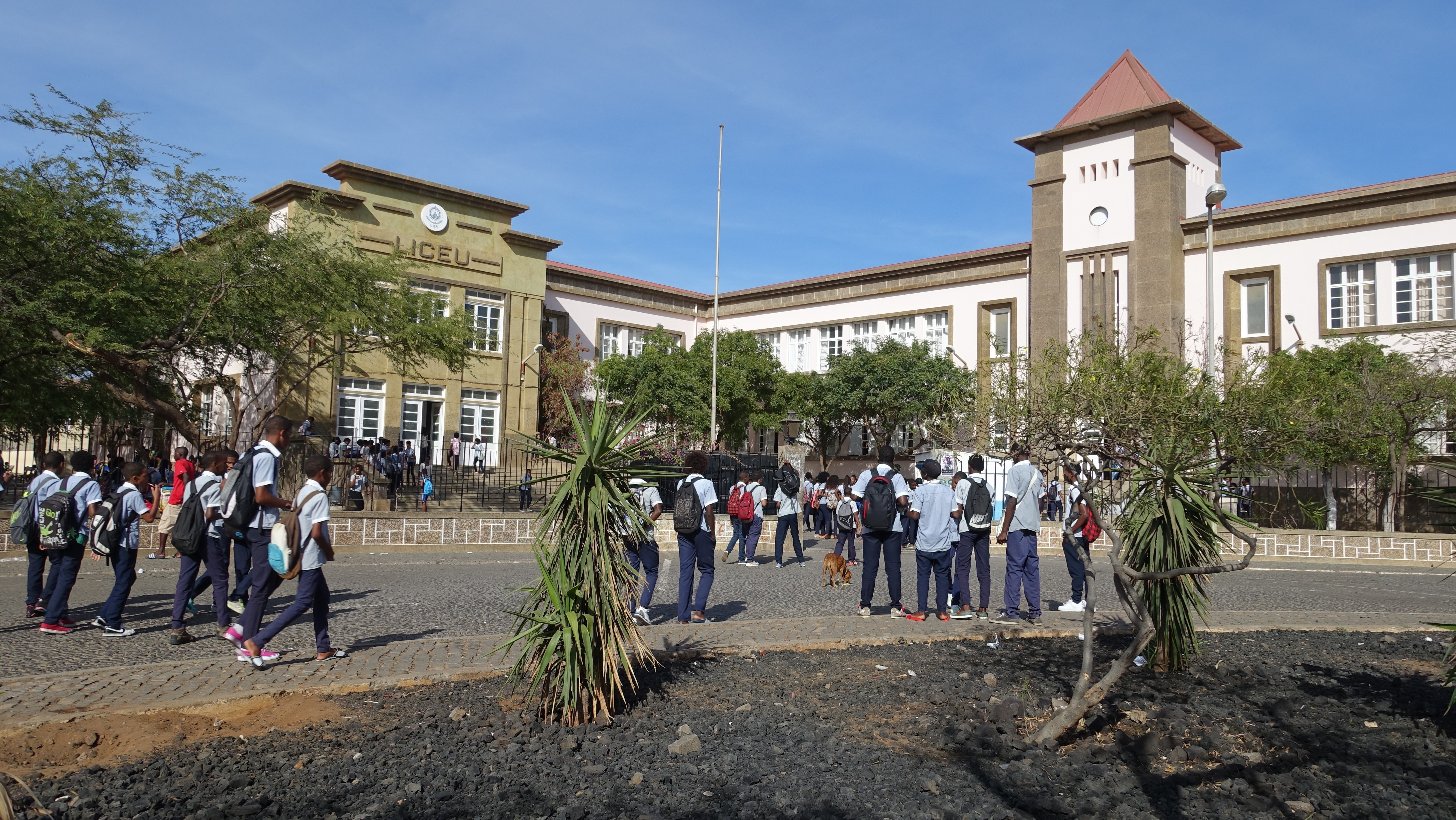

## Histoire
Le lycée Domingos-Ramos a ouvert ses portes au XIXe siècle, même s'il est resté inactif pendant près d'un siècle.

### XIXesiècle
Le lycée national de la Province du Cap-Vert, créé par l'ordonnance n° 313-A du 15 décembre 1860 a été le précurseur du lycée Domingos-Ramos.
Le lycée National de la Province du Cap-Vert, situé dans l'Edifício dos Paços do Concelho da Praia, a eu une vie très éphémère, fonctionnant seulement pendant deux ans (1860 et 1861), puis fermant faute de paiement des enseignants.

### Refondation
Le 22 juin 1955, le lycée est installé dans la ville de Praia, à la suite de la visite du Liceu Gil Eanes de Praia par le président de la République Francisco Craveiro Lopes.
Installé temporairement dans le bâtiment Casa Serbam, il accueille alors 219 étudiants.
Le 10 décembre 1960, il change son nom en Liceu Nacional da Praia,.
Il est transféré à nouveau dans son bâtiment historique, l'Edifício dos Paços do Concelho da Praia, et y restera jusqu'en 1962.
Lorsque le lycée a acquis son propre bâtiment, l'Edifício do Liceu da Praia, conçu par Luís Mello et Tito Esteves, l'institution a pris le nom de Liceu Adriano Moreira, par ordonnance n° 6.429 du 8 septembre 1962,.

### Après l'indépendance
Après la déclaration d'indépendance du Cap-Vert, le ministre de l'Éducation et de la Culture a ordonné, par arrêté du 24 avril 1975, que le Liceu Nacional Adriano Moreira soit nommé Liceu Domingos Ramos, en l'honneur de Domingos Ramos (pt), héros du PAIGC né en Guinée-Bissau, et tué en 1966.

## Anciens élèves
Parmi les anciens élèves du lycée:
- Jorge Carlos Fonseca - président du Cap-Vert;
- Ulisses Correia e Silva - premier ministre du Cap-Vert;
- Arlindo Gomes Furtado - cardinal;
- José Maria Neves - premier ministre et président du PAICV;
- Carlos Veiga - premier ministre et président du Mouvement pour la démocratie;
- Ondina Ferreira - ministre de l'Éducation et de la culture;
- David Hopffer - ministre de la Culture;
- Ildo Lobo (pt) - compositeur;
- Zeca Couto - musicien;
- Jorge Brito, directeur général de l'enseignement supérieur et des sciences.